# Ira Sprague Bowen
Ira Sprague Bowen, ameriški astronom in astrofizik, * 21. december 1898, Seneca Falls, New York, ZDA, † 6. februar 1973.
Bowen je leta 1927 odkril, da nebulij ni samostojni kemični element, ampak je dvojno ioniziran kisik.
Po njem se imenuje udarni krater Bowen in asteroid 3363 Bowen.